# Aegeïsche taalgroep
De hypothetische Aegeïsche taalgroep verbindt Eteocypriotisch en Eteokretenzisch. Ook een verbinding met Tyrreense talen is zeer waarschijnlijk.
Een mogelijke indeling is dan ook:
- Aegeïsche talen
  - Eteocypriotisch
  - Eteokretenzisch
  - Tyrreense talen
    - Rhaetisch
    - Etruskisch
    - Lemnisch